# Mila Elegović
Mila Elegović (Zagreb, 13. lipnja 1970.), hrvatska je kazališna, televizijska, filmska glumica i pjevačica.

## Životopis
Završila je Akademiju dramskih umjetnosti i baletnu školu. Poznata je po mnogim ulogama, kako kazališnim tako i televizijskim, među kojima je i uloga Irene Grobnik u seriji Bitange i princeze. Ostvarila je i brojne uloge u radio-dramama Dramskog programa Hrvatskog radija. Trenutno radi u zagrebačkom kazalištu Komedija. Nakon rastave braka krajem 2006. godine nastupa pod imenom Mila Elegović.

### Nagrade
- Nagrada za najboljeg glumca na Danima satire za ulogu u Dobro došli u plavi pakao 1995. godine
- Nagrada hrvatskog glumišta 1999. godine za najbolju ulogu u radio drami Pjesma, Nagrada hrvatskog glumišta
- Nagrada hrvatskog glumišta 2004. godine za uloge Audrey u predstavi Mali dućan strave i Roxie Hart u Chicago
- Najhistrion 2006. godine

## Filmografija

### Televizijske uloge
- "Kad zvoni?" kao profesorica biologije (2005.)
- "Žutokljunac" kao Donatella (2005.)
- "Cimmer fraj" kao Maja Dekolte (2007.)
- "Zauvijek susjedi" kao Anamarija (2007. – 2008.)
- "Bitange i princeze" kao Irena Grobnik (2005. – 2010.)
- "Bračne vode" kao Sunčica Bandić (2008. – 2009.)
- "Pod sretnom zvijezdom" kao Elizabeta "Beti" Vrban (2011.)
- "Stipe u gostima" kao Nevenka (2012.)
- "Dar Mar" kao Mirjana Čičak "Maca" (2020.)
- "Masked Singer Hrvatska" kao Pantera (2023.)
- "San snova" kao Višnja Šarić (2023.)

### Filmske uloge
- "Večer u đačkom domu" (1993.)
- "Prolazi sve" (1995.)]" (1994.)
- "Putovanje tamnom polutkom" kao prostitutka (1995.)
- "Djed i baka se rastaju" kao Rašica (1996.)
- "Trgovci srećom" (1999.)
- "Garcia" (1999.)
- "Pjevajte nešto ljubavno" (2007.)
- "Nije kraj" kao Nensi (2008.)
- "Jenny te voli" kao Latica (2010.)
- "Lea i Darija" kao glumica (2011.)
- "Sonja i bik" kao gđa. Toninić (2012.)

### Sinkronizacija
- "X-Men" kao Jean Grey
- "Super cure" kao Pjenica
- "Upomoć! Ja sam riba" kao Stella (2000.)
- "Jagodica Bobica" kao Tonka Ponka
- "Pokémon" kao Jessie
- "Skatenini i Zlatne dine" kao Nisia (2006.)
- "Ružno pače i ja" kao Mila (2006.)
- "Divlji valovi" (2007.)
- "Osmjehni se i kreni! i čađa s dva Plamenika" kao Nanna (2007.)
- "Don Quijote: Magareća posla" kao Altisidora (2008.)
- "Konferencija životinja" kao Gizel (2010.)
- "Pupijeva potraga" kao Milica (2012.)
- "Hotel Transilvanija 1, 2, 3, 4" kao Ecija (2012., 2015., 2018., 2022.)
- "Sammy 2: Morska avantura" (2012.)
- "Mickey Mouse: Nabavi si konja" kao Minnie Mouse (2013.)
- "Žabac Regi" kao Verica (2014.)
- "Mickey Mouse Clubhouse" kao Minnie Mouse (2015.)
- "Malci" kao Madge Nelson (2015.)
- "Svemirska avantura 2" (2016.)
- "Pjevajte s nama 1" kao Madam Kiki (2016.)
- "Štrumpfovi: Skriveno selo" kao Štrumpf Cvijeta (2017.)
- "Mali šef" kao Jana Templeton (2017.)
- "Coco i velika tajna" kao Teta Rosita (2017.)
- "Pokémon: Mewtwo uzvraća udarac – Evolucija" kao Jessie i Jenny (2020.)

## Kazalište
ZGK “Komedija”:Glembajević, Od kreveta do kreveta, Kralj je gol, Na tri kralja ili kako hoćete, Isus – sin čovječji, Crna kraljica, Zemlja smiješka, Noć u Veneciji, Opera za tri groša, Buba u uhu, Chicago, Mali dućan strave, Čaruga, Piaf, Jesus Christ Superstar, Tko pjeva zlo ne misli, Nemoćnik u pameti, Mala Floramye, Klupko, San ivanjske noći, Patnje gospodina Mockinpotta, Skidajte se do kraja; Nosonja, Briljantin, Crna komedija, Jalta, Jalta, Da, ministre!, Opasne veze; Dubrovačke ljetne igre: Hekuba; ADU: Tko se boji Virginije Wolf; &TD: Putnici; SK “Kerempuh”: Dobro došli u plavi pakao; HNK Ivanapl. Zajca, Rijeka: Poljubi me Kato; Trešnja: Eko-Eko

## Singlovi
- Hej ti, hej ja
- Koka
- Odavno te znam
- Ljubav (Dora 2022.)

## Zanimljivosti
Svake godine, počevši od osnutka 2003., otvara kazališni BOK fest u Bjelovaru parafrazom čestitke koju je svojedobno J. F. Kennedyju uputila Marilyn Monroe.

## Vanjske poveznice
- Mila Elegović u internetskoj bazi filmova IMDb-u (engl.)
- Stranica na Komediji.hr  Arhivirana inačica izvorne stranice od 30. listopada 2013. (Wayback Machine)